# サム・リヴァース
サム・リヴァース（Sam Rivers、1923年9月25日 - 2011年12月26日）は、アメリカのジャズ・ミュージシャンにして作曲家。ソプラノサックスとテナーサックス、バスクラリネット、フルート、ハーモニカ、ピアノで演奏した。
1950年代初頭からジャズで活躍し、1960年代半ばにフリー・ジャズが広まったことで注目を集めた。リヴァースは、音楽理論、オーケストレーション、作曲を徹底的に指揮し、ジャズ音楽において影響力のある著名なアーティストとなった。

## 略歴

### 生い立ち
リヴァースはオクラホマ州エル・リーノで生まれた。父親は、フィスク・ジュビリー・シンガーズやシルヴァーストーン・カルテットと一緒に歌っていたゴスペル・ミュージシャンで、幼い頃からリヴァースを音楽にさらしていた。祖父は、ケンタッキー州の宗教指導者であるマーシャル・W・テイラー。リヴァースは、1940年代に海軍での任務中にカリフォルニアに駐留した。ここで彼はブルース歌手のジミー・ウィザースプーンと半定期的に演奏した。リヴァースは1947年にマサチューセッツ州ボストンに移り、ボストン音楽院でアラン・ホヴァネスに師事した。
この頃、クインシー・ジョーンズ、ハーブ・ポメロイ、タッド・ダメロンなどと共演している。

### ブルーノート時代
1959年、13歳のドラマー、トニー・ウィリアムスと、リヴァースは共演し始めた。リヴァースは、1964年にマイルス・デイヴィス・クインテットのメンバーを務めたが、半ばウィリアムスの推薦によるものであった。このクインテットは、7月14日に東京厚生年金会館で録音された公演から、ライブ・アルバム『マイルス・イン・トーキョー』をリリースした。リヴァースのクインテットにおける在籍期間は短かった。彼がボストンで婚約していたということと、彼の演奏スタイルがこの頃のデイヴィスにとって前衛的すぎたことによる。彼はその後まもなくしてウェイン・ショーターに交代となった。
リヴァースはブルーノート・レコードと契約し、リーダーとして4枚のアルバムを録音。いくつかのアルバムにサイドマンでの参加を果たした。自身のブルーノートでのアルバムで有名なサイドマンの中には、『フューシャ・スイング・ソング』に参加したジャッキー・バイアード、ハービー・ハンコック、フレディ・ハバードがいた。彼はトニー・ウィリアムス、アンドリュー・ヒル、ラリー・ヤングによるブルーノートでのレコーディングに参加した。
リヴァースは自身の音楽をビバップから派生させたが、フリー・ジャズに長けた冒険的な演奏家でもあった。彼のブルーノートで最初のアルバム『フューシャ・スイング・ソング』（1964年）は、「インサイド・アウトサイド」と呼ばれるアプローチを採用している。ここで、パフォーマーは几帳面なハーモニック・フレームワーク（「外に出る」）をよく消し去ってしまうのだが、シームレスな方法でリンクに戻ることができるよう隠れたリンクを保持する。リヴァースは、このプロセスでビバップ・ハーモニーの概念的なツールを新しいレベルまで引き上げ、レスター・ヤングがジャズの即興演奏者のベンチマークとして定めた「物語を語る」能力と常に統合した。
作曲家としての彼の力もこの時期に証明された。『フューシャ・スイング・ソング』収録のバラード「Beatrice」は、特にテナーサックス奏者にとって重要な基準となった。たとえば、この曲はジョー・ヘンダーソンの1985年のアルバム『The State of the Tenor, Vols. 1 & 2』に収められ、スタン・ゲッツは最終的に『Bossas & Ballads – The Lost Sessions』として発表された1989年のセッションにおいてレコーディングした。

### ロフト時代
1970年代、リヴァースと妻のベアトリス（通称ビー）は、ニューヨーク市のノーホー地区で「スタジオ・リヴビー」と呼ばれるジャズ・ロフトを経営していた。ロウアー・マンハッタンのボンド・ストリートにあり、もともとは1970年最初のニューヨーク・ミュージシャン・フェスティバルの一環として、フェスティバルにおける公演スペースとしてオープンした。評論家のジョン・リトウェイラーは「ニューヨークでのロフト・ジャズは、1970年代のフリー・ジャズを意味した」と書き、スタジオ・リヴビーは「ロフトの中で最も有名」な存在であった。ロフトは、アーティストが独自のパフォーマンス・スペースを作成し、その責任をもって音楽を一般に公開するような場所であったため、ジャズの開発において重要であった。これにより、ナイトクラブやコンサート・ホールといった場所に依存するような音楽以外の懸念から、音楽が解放されたのである。ロフトで行われた一連の録音は、ダグラス・レーベルから『Wildflowers: The New York Loft Jazz Sessions』というタイトルで発表された。
リヴァースはまた、1971年にウェズリアン大学において、学生によるワールドミュージック/フリー・ジャズ・アンサンブルを率いるためクリフォード・ソーントンによって採用された。
この時代、リヴァースはインパルス!のいくつかのアルバムでレコーディングを続けた：モントルーでライブ録音の『ストリームス』と『ヒューズ』（両レコードには、後に『Trio Live』としてCDにまとめられたトリオによるさまざまなパフォーマンスが含まれている）、カルテット・アルバム『酷暑』と最初のビッグバンドによるアルバム『クリスタルズ』である。そして、おそらくこの時期の彼の最も有名な作品は、アンソニー・ブラクストンやバリー・アルトシュルと組んだデイヴ・ホランドのアルバム『鳩首協議 (Conference of the Birds)』への参加であった。

### その後のキャリア
1990年代初頭、リヴァースと妻のベアトリスはフロリダに移り、オーランドのリーディング・バンドでオーケストラの作曲を広げていった。このバンドは、最も長く続くこととなるリヴビー・オーケストラへと変化した。彼は自身のオーケストラとともに、またベーシストのダグ・マシューズとドラマーのアンソニー・コール（後にリオン・スミスに交代）とのトリオで定期的に演奏してきた。1996年から1998年にかけて、彼はツアーを行い、ピアニストのトニー・ハイマスらと、フランスのNato Recordsの3つのプロジェクトでレコーディングした。1998年、スティーヴ・コールマンの支援を受けて、グラミー賞にノミネートされた2枚のビッグバンド・アルバム『Culmination』と『Inspiration』（タイトル曲はディジー・ガレスピーの「Tanga」の精巧なリワーク。リヴァースはトランペット奏者の晩年、ガレスピーのバンドに在籍した）をリヴビー・オールスター・オーケストラでRCAビクターのために録音した。その他の注目すべき最近のアルバムには、FMPからのソロ・レコーディングである『ポートレイト』、ドラマーのアダム・ルドルフとハリス・アイゼンスタットとのトリオによるMetaからの『Vista』がある。1990年代後半、彼はPostcards Recordsのいくつかのアルバムに参加した。
2006年、彼は『Aurora』をリリースした。これは、リヴビー・オーケストラの作曲をフィーチャーした3枚目のCDであり、オーランドで活動しているオーケストラのメンバーをフィーチャーした最初のCDである。
リヴァースは2011年12月26日、フロリダ州オーランドで88歳のときに肺炎で亡くなった。
2019年6月25日、『ニューヨーク・タイムズ・マガジン』は、2008年のユニバーサル火災でマテリアルが破壊されたと報じられている数百人のアーティストの中にサム・リヴァースを掲載した。

## ディスコグラフィ

### リーダー・アルバム
- 『フューシャ・スイング・ソング』 - Fuchsia Swing Song (1964年、Blue Note)
- 『コントゥアーズ』 - Contours (1965年、Blue Note)
- 『ア・ニュー・コンセプション』 - A New Conception (1966年、Blue Note)
- 『ストリームス〜ライヴ・アット・ザ・モントルー・ジャズ・フェスティヴァル』 - Streams (1973年、Impulse!)
- 『クリスタルズ』 - Crystals (1974年、Impulse!)
- 『ヒューズ』 - Hues (1975年、Impulse!) ※1971年-1973年録音
- 『酷暑』 - Sizzle (1976年、Impulse!)
- Jazz of the 70's (1976年、Circle)
- The Quest (1976年、Red / Pausa)
- Black Africa! Villalago (1976年、Horo)
- Black Africa! Perugia (1976年、Horo)
- The Tuba Trio Vols. 1-3 (1977年、Circle) ※The Tuba Trio名義
- Paragon (1977年、Fluid)
- Waves (1978年、Tomato)
- 『コントラスト』 - Contrasts (1979年、ECM)
- 『クロスカレント』 - Crosscurrent (1981年、Blue Marge)
- 『カラーズ』 - Colours (1982年、Black Saint) ※サム・リヴァース・ウィンズ・オブ・マンハッタン名義
- 『ディメンションズ・アンド・エクステンションズ』 - Dimensions & Extensions (1985年、Blue Note) ※1967年録音[12]
- 『ラズーリ』 - Lazuli (1989年、Timeless)[13]
- 『サム・リヴァース・リヴビー・オーケストラ82』 - Jazzbühne Berlin '82 (1990年、Repertoire) ※サム・リヴァース・リヴビー・オーケストラ名義
- 『ポートレイト』 - Portrait (1995年、FMP)
- Concept (1997年、Rivbea Sound)
- Culmination (1998年、RCA Victor/BMG France) ※サム・リヴァース・リヴビー・オーケストラ名義
- Inspiration (1998年、RCA Victor/BMG) ※サム・リヴァース・リヴビー・オーケストラ名義
- Celebration (2003年、Posi-Tone)
- Aurora (2006年、Rivbea Sound) ※サム・リヴァース・リヴビー・オーケストラ名義
- Firestorm (2007年、Rivbea Sound)
- Trilogy - Offering, Progeny, Edge (2011年、Mosaic) ※リヴビー・オーケストラ名義

### 共同リーダー・アルバム
- 『サム・リヴァース&デイヴ・ホランド』 - Dave Holland / Sam Rivers (1976年、Improvising Artists) ※with デイヴ・ホランド
- 『サム・リヴァース&デイヴ・ホランド VOL. 2』 - Sam Rivers / Dave Holland Vol. 2 (1976年、Improvising Artists) ※with デイヴ・ホランド
- Rendez-vous (1977年、Vedette) ※with マリオ・スキアーノ
- Flutes! (1977年、Circle) ※with ジェイムス・ニュートン
- Intertwining Spirits (1983年、Freelance) ※with スティーヴン・マクレイヴン[14]
- Backgrounds for Improvisors (1995年、FMP) ※with インプロヴァイザーズ・プール（アレクサンダー・フォン・シュリッペンバッハ）
- Configuration (1996年、Nato) ※with ノエル・アクショテ、トニー・ハイマス、ポール・ロジャース、ジャック・トロ
- Hints on Light and Shadow (1996年、Postcards) ※with ジュリアン・プリースター
- 『TANGENS』 - Tangens (1997年、FMP) ※with アレクサンダー・フォン・シュリッペンバッハ
- Eight Day Journal (1998年、Nato) ※with トニー・ハイマス
- Winter Garden (1998年、Nato) ※with トニー・ハイマス
- Vista (2003年、Meta) ※with アダム・ルドルフ、ハリス・アイゼンスタット
- Purple Violets (2004年、Stunt) ※with ベン・ストリート、クレステン・オズグッド、ブライアン・キャロット
- Violet Violets (2004年、Stunt) ※with ベン・ストリート、クレステン・オズグッド
- Reunion: Live in New York (2012年、Pi) ※with デイヴ・ホランド、バリー・アルトシュル。2007年録音

### コンピレーション・アルバム
- The Complete Blue Note Sam Rivers Sessions (1996年、Mosaic)

### 参加アルバム
バリー・アルトシュル
- You Can't Name Your Own Tune (1977年、Muse)

スティーヴン・バーンスタイン
- Diaspora Blues (2002年、Tzadik)

マイルス・デイヴィス
- 『マイルス・イン・トーキョー』 - Miles in Tokyo (1969年、Columbia) ※1964年録音

ブルース・ディトマス
- What If (1994年、Postcards)

ブライアン・グロダー
- Torque (2007年)

アンドリュー・ヒル
- Change (1966年、Blue Note)

デイヴ・ホランド・カルテット
- 『鳩首協議』 - Conference of the Birds (1973年、ECM)

ジョン・リー・フッカー
- Free Beer and Chicken (1974年、ABC)

ボビー・ハッチャーソン
- 『ダイアローグ』 - Dialogue (1965年、Blue Note)

フランクリン・キアマイア
- Kairos (1996年、Evidence)

ジェイソン・モラン
- Black Stars (2001年、Blue Note)

スティーヴン・マクレイヴン・カルテット
- Intertwining Spirits (1982年、Freelance)

ミュージック・リヴェレイション・アンサンブル (ジェームス・ブラッド・ウルマー)
- 『イン・タイム』 - In the Name of... (1993年、DIW)

ノイフェルト・オキピンティ・ジャズ・オーケストラ (NOJO)
- City of Neighbourhoods (2004年、True North)

ドン・プーレン
- 『カプリコーン・ライジング』 - Capricorn Rising (1975年、Black Saint)

ルーツ
- Salutes the Saxophone - Tributes to John Coltrane, Dexter Gordon, Sonny Rollins and Lester Young (1992年、In & Out)
- Stablemates (1993年、In & Out)

白石かずこ
- 『DEDICATED TO THE LATE JOHN COLTRANE』 - Dedicated to the Late John Coltrane and Other Jazz Poems (1977年、Musicworks)

セシル・テイラー
- The Great Concert of Cecil Taylor (1969年、Prestige)

トニー・ウィリアムス
- 『ライフ・タイム』 - Life Time (1964年、Blue Note)
- 『スプリング』 - Spring (1965年、Blue Note)

ラリー・ヤング
- 『イントゥ・サムシン』 - Into Somethin' (1964年、Blue Note)

レジー・ワークマン
- 『サミット・コンフェランス』 - Summit Conference (1993年、Postcards)